# Donald H. Clausen

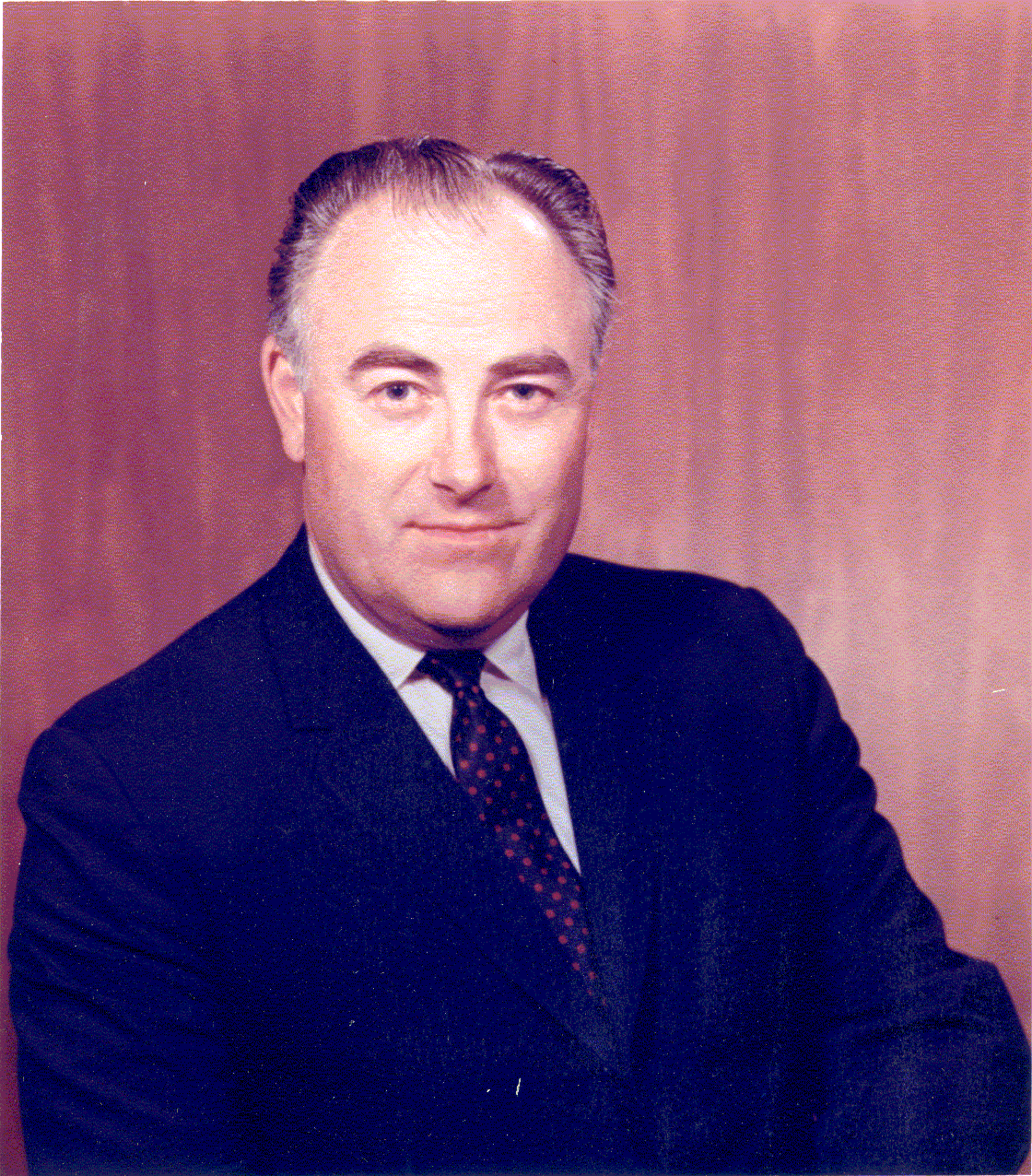
Donald H. Clausen

Donald Holst Clausen (* 27. April 1923 in Ferndale, Humboldt County, Kalifornien; † 7. Februar 2015 in Fortuna, Kalifornien) war ein US-amerikanischer Politiker. Zwischen 1963 und 1983 vertrat er den Bundesstaat Kalifornien im US-Repräsentantenhaus.

## Werdegang
Donald Clausen besuchte die öffentlichen Schulen seiner Heimat. Danach studierte er an der San José State University und der California Polytechnic State University in San Luis Obispo. Später setzte er seine Ausbildung am Weber College in Ogden (Utah) sowie am Saint Mary’s College of California fort. Außerdem absolvierte er ein Weiterbildungsprogramm in der US Navy. In den Jahren 1944 und 1945 war er während der Endphase des Zweiten Weltkrieges Frachtpilot im asiatischen Raum. Danach arbeitete er in der Versicherungsbranche. Außerdem gründete er eine Luftrettungsgesellschaft. Gleichzeitig begann er als Mitglied der Republikanischen Partei eine politische Laufbahn. Zwischen 1955 und 1962 saß er im Kreisrat des Del Norte County.
Nach dem Unfalltod des Abgeordneten Clement Woodnutt Miller wurde Clausen bei der fälligen Nachwahl für den ersten Sitz von Kalifornien als dessen Nachfolger in das US-Repräsentantenhaus in Washington, D.C. gewählt, wo er am 22. Januar 1963 sein neues Mandat antrat. Nach neun Wiederwahlen konnte er bis zum 3. Januar 1983 im Kongress verbleiben. Seit 1975 vertrat er dort als Nachfolger von Harold T. Johnson den zweiten Wahlbezirk seines Staates. In seine Zeit als Kongressabgeordneter fielen unter anderem der Vietnamkrieg und die Watergate-Affäre sowie die Endphase der Bürgerrechtsbewegung. Im Jahr 1982 wurde Donald Clausen nicht erneut bestätigt.
Nach dem Ende seiner Zeit im US-Repräsentantenhaus war er zwischen 1983 und 1990 für die Bundesluftfahrtbehörde Federal Aviation Administration tätig. Seinen Lebensabend verbrachte er in Santa Rosa.